# Сумне
Су́мне (каз. Сумное) — село у складі Кизилжарського району Північноказахстанської області Казахстану. Входить до складу Виноградовського сільського округу.
Населення — 149 осіб (2021; 251 у 2009, 381 у 1999, 378 у 1989).
Національний склад станом на 1989 рік:
- росіяни — 71 %
- казахи — 20 %.